# Skånevik
Skånevik es una localidad del municipio de Etne en la provincia de Hordaland, Noruega.  
Se ubica en la costa del Skånevikfjorden, cerca de la entrada al Åkrafjorden. En el otro lado del fiordo se ubica Utåker en el municipio de Kvinnherad. Etnesjøen está 8 km al sur en línea recta, pero la ruta es de 22 km debido a una montaña.
En el 2013 tenía 594 habitantes repartidos en 0,85 km², dando una densidad de 699 hab/km². Hasta 1965 fue el centro administrativo del antiguo municipio de Skånevik. La iglesia de Skånevik tiene su sede en el pueblo.
El poblado es un centro de operaciones de transportes desde la apertura del puerto para transbordadores de la ruta Skånevik-Utåker-Sunde i Matre. También hay transbordadores hacia Bergen. La ruta europea E134 pasa 10 km al este de Skånevik.